# Ambrosiozyma cicatricosa
Ambrosiozyma cicatricosa är en svampart som först beskrevs av D.B. Scott & van der Walt, och fick sitt nu gällande namn av van der Walt 1972. Ambrosiozyma cicatricosa ingår i släktet Ambrosiozyma, ordningen Saccharomycetales, klassen Saccharomycetes, divisionen sporsäcksvampar och riket svampar.   Inga underarter finns listade i Catalogue of Life.